# 魔法つかいKOJI
魔法つかいKOJI（まほうつかいコージ、本名：木村公治（きむらこうじ））は、日本のマジシャンである。クロースアップマジックが中心。

## 概要
上智大学卒業後、ITベンチャー企業を経てプロマジシャンとして独立。 各種メディアやパーティ等で 『魔法つかい』として活動する傍ら、魔法を通して全国の人々の笑顔を切り取る旅、魔法紀行をライフワークで続ける。
その他、 映画やCMのアドバイザー・演出、執筆、講演活動など。『魔法のモテジナ』のワークショップ・企業での講演・執筆などを通して魔法つかい流のコミュニケーション術も指導する。サロン 『E KU DA』主催。スーパーダディ協会理事。

## 公演
2016年4月1日に渋谷ES galleryにて単独公演【 (un)real 〜リアル〜】を公開、その後各地で公演。

## 出演

### テレビ番組
- 最新トレンド乱キング リア10（2015年、TBS）
- 乃木坂って、どこ?（2014年、テレビ東京）指導、演出
- うわっ!ダマされた大賞 2012冬（2012年、日本テレビ）桝太一アナウンサーをダマすため、偽催眠術師に扮した
- 東森電視（2011年）
- 公視新聞（2011年、TBS 台灣公共廣播電視集團）
- Jリーグ中継全試合opening & ending映像（2011年、J SPORTS）
- Good Lookin'Club（グッドルッキンクラブ）（2007年、日本テレビ）
- 2時っチャオ!（2007年、TBS）
- クイズ発見バラエティー イッテQ!（2006年、日本テレビ）

### CM
- アイプリモ TVCM『サプライズプロポーズマジック篇』（2015年）監修
- リクナビNEXT webCM『24時間お仕事ドキュメンタリー Job Watch』（2014年、webCM）出演
- コカコーラ TVCM『ポケットに、いつものおいしさを。篇』（2013年）監修、出演

### 雑誌
- セブン&アイ出版「MADURO」『モテジナ』コーナー執筆（2014年創刊準備号・創刊号）
- ベネッセコーポレーション「チャレンジ2年生」誌面&動画
- 小学館「PS（pretty style）」（2009年7月号）
- 小学館「小学二年生」付録DVD及び本誌掲載（2009年9月号）
- NILESコミュニケーションズ「NILE'S NILE」（2007年5月号）
- KI&Company「ZINO」（2007年8月号）
- KI&Company「ZINO」マジック漫画年間連載監修
- アルタイル「FILT」（2008年5月号）

## エピソード
幼少期をアメリカで過ごし、そこで「魔法使い」に憧れる出来事に遭遇。マジシャンという職業を知る以前から魔法使いに強く憧れていたことから、「魔法つかい」と名乗ることが多い。

## その他の活動
- 毎月業界を問わず色々な人物が集まるサロン『E KU DA』を主催。
- スーパーダディ協会においては理事を務める。